# La prima volta (Negramaro)
La prima volta è un singolo del gruppo musicale italiano Negramaro, pubblicato il 19 gennaio 2018 come secondo estratto dal settimo album in studio Amore che torni.

## Descrizione
Scritta da Giuliano Sangiorgi, la canzone è in stile rock elettronico. La prima volta è un colloquio tra passato, presente e futuro. Racconta come nulla potrà ritornare ad essere com'era una volta, essendo ogni cosa mutevole e in costruzione.

## Video musicale
Il video musicale, diretto da Tiziano Russo, è stato pubblicato il 18 gennaio 2018 su YouTube. Rappresenta un sequel del video di Fino all'imbrunire, con l'aggiunta di altri protagonisti e, questa volta, con l'apparizione dei membri del gruppo.

## Tracce
Testi e musiche di Giuliano Sangiorgi.
Download digitale
1. La prima volta – 3:58

7"
- Lato A

1. La prima volta (Album Version) – 3:58

- Lato B

1. La prima volta (Nashville Demo Version) – 3:49

## Formazione
Gruppo
- Giuliano Sangiorgi – voce
- Andrea Mariano – programmazione, tastiera
- Emanuele Spredicato – chitarra
- Ermanno Calà – basso synth
- Danilo Tasco – batteria
- Andrea De Rocco – campionatore

Produzione
- Negramaro – produzione
- Giuseppe D'Albenzio – coproduzione, missaggio
- Lorenzo Cazzaniga – ingegneria del suono, registrazione, missaggio
- Davide Vezzoli – assistenza tecnica
- Chris Gehringer – mastering

## Classifiche
| Classifica (2018) | Posizione massima |
| ----------------- | ----------------- |
| Italia            | 43                |